# Erik Lindner

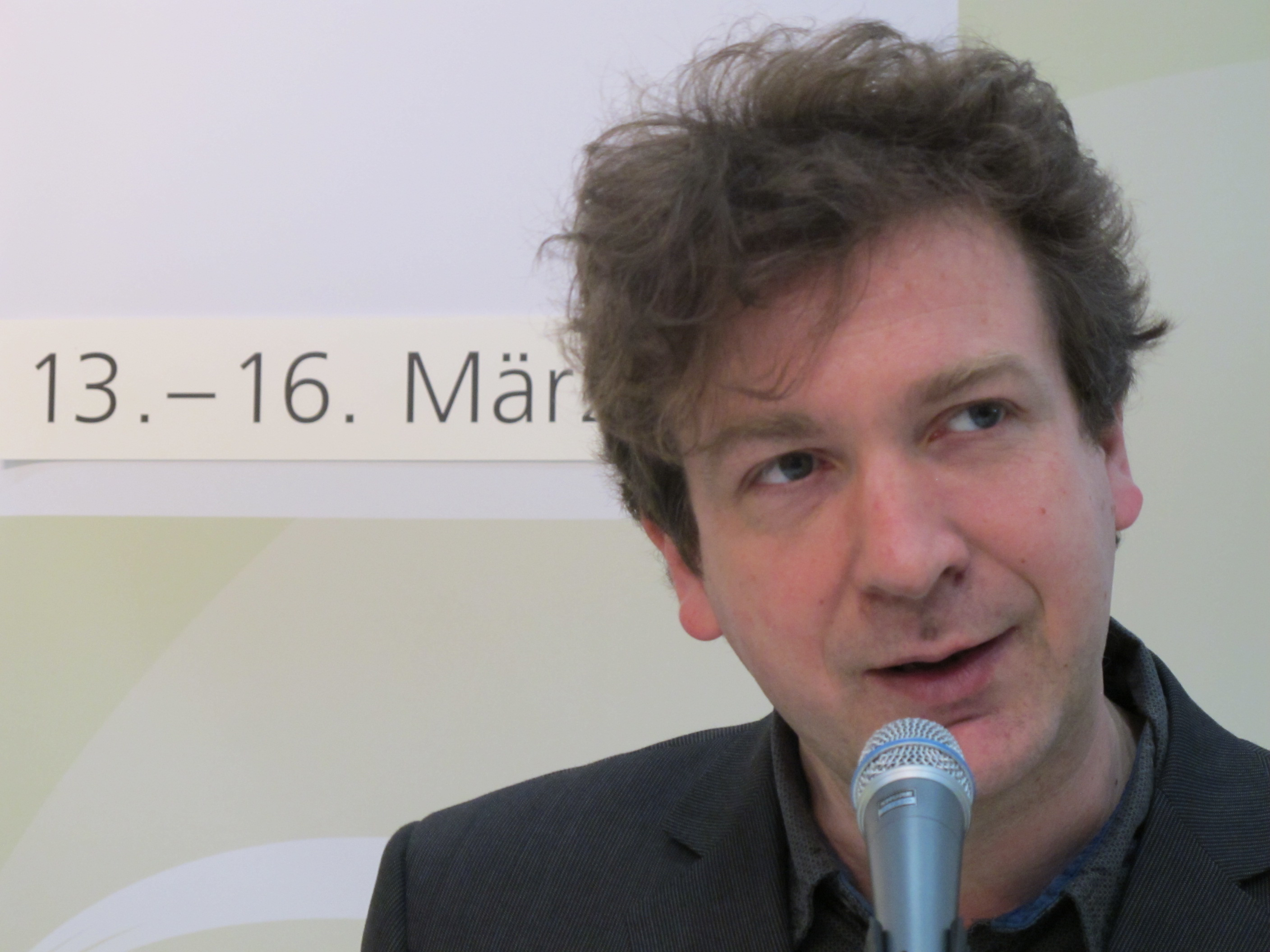
Erik Lindner

Erik Lindner (Den Haag, 1968) is een Nederlands dichter. Hij wordt gepubliceerd door Van Oorschot en is vertaald in het Duits, Engels, Frans en Italiaans. Hij begon op zijn zestiende met het voordragen van poëzie. In de jaren tachtig verschenen enkele bundels bij kleine uitgeverijen. In 1996 debuteerde hij bij uitgeverij Perdu met Tramontane. In 2013 verscheen bij de Bezige Bij zijn eerste roman, Naar Whitebridge, in 2021 gevolgd door 51 manieren om de liefde uit te stellen bij Van Oorschot.
Lindner is tevens oprichter van het tijdschrift Terras. Daarnaast schreef hij recensies voor onder meer Ons Erfdeel. Hij was adviseur en coördinator van het literaire programma van de Jan van Eyck Academie en docent poëzie van de Schrijversvakschool Amsterdam.
Nach Akedia, de Duitse vertaling van zijn werk door Rosemarie Still, werd in 2014 uitgeroepen tot 'Empfehlung' van de Deutsche Akademie für Sprache und Dichtung en het Lyrik Kabinett.
Words are the Worst, de Engelse vertaling van zijn werk door Francis R. Jones, werd in 2022 genomineerd voor de Derek Walcott Prize for Poetry. 

## Poëzie
- Hout (Van Oorschot, 2024)
- Zog (Van Oorschot, 2018)
- Acedia (De Bezige Bij, 2014)
- Terrein (De Bezige Bij, 2010)
- Tafel (De Bezige Bij, 2004)
- Tong en trede (De Bezige Bij, 2000)
- Tramontane (Perdu, 1996)

## Overige publicaties (selectie)
- Hout. Een gedicht, (Druksel, 2021)
- Words are the Worst. In het Engels vertaald en van een nawoord voorzien door Francis Jones. Ingeleid door David O'Meara. (Vehicule Press / Signal editions, 2021)
- 51 manieren om de liefde uit te stellen. Roman. (Van Oorschot, 2021)
- Poésies,Franse vertaling van het werk van Hans Faverey. Met Kim Andringa en Éric Suchère. (Vies parallèles, 2019)
- Acedia, in het Frans vertaald door Emmanuel Requette. (Vies parallèles, 2019)
- Zog / Sog, gedicht met Duitse vertaling van Rosemarie Still. (Druksel, 2016)
- Acedia, in het Italiaans vertaald door Pierluigi Lanfranchi. (Gattomerlino, 2016)
- Nach Akedia, in het Duits vertaald door Rosemarie Still. (Matthes & Seitz Verlag, 2013)
- Fermata Provvisoria, in het Italiaans vertaald door Pierluigi Lanfranchi. (CFR edizioni, 2013)
- Naar Whitebridge, roman. (De Bezige Bij, 2013)
- Trompet in de branding, gedichten met beeldend werk van Ruth Verraes (SLIB-reeks, CBK Zeeland, 2013)
- Eiland, gedichten met foto's van Ruth Verraes (Azul Press, 2013)
- U missen en u niet ontgaan, keuze uit het werk van J.H. Leopold (Van Oorschot, 2011)
- De kunst van het dichten (2009), gesprekken met Esther Jansma, Astrid Lampe, F. van Dixhoorn, Piet Gerbrandy, Nachoem Wijnberg, Arjen Duinker, Anne Vegter en Anneke Brassinga. (Samen met Henk van der Waal) (Querido, 2009)
- Terrain, in het Frans vertaald door Éric Suchère en Kim Andringa. (cipM / Spectres familiaires, 2007)
- Nachttrein over Woerden: een eenakter (Teertuinproducties, 1987)
- Tuinen van teer. Gedichten en teksten. (AUL, 1985)